# The Ministry of Lost Souls
«The Ministry of Lost Souls» es una canción de la banda de metal progresivo Dream Theater y es la séptima pista de su noveno álbum de estudio Systematic Chaos.
La letra, escrita por John Petrucci, nos cuenta la historia de una persona que muere mientras salva a otra de ser ahogada. Sin embargo, la persona salvada vive llena de remordimientos y tristeza, pues está enamorada de quien la salvó; finalmente su rescatador se la lleva y se reúne con ella en la otra vida.